# Бакльєу (провінція)
Бакльєу (в'єт. Bạc Liêu) — провінція у південній частині В'єтнама, у дельті Меконга, приблизно за 100 км від міста Кантхо і за 280 км від Хошиміна. Площа — 2502 км². Населення становить 856 518 осіб (2009); щільність — 342,23 осіб/км². Адміністративний центр — однойменне місто Бакльєу. В адміністративному відношенні поділяється на 6 повітів і місто Бакльєу.

## Економіка
Основу економіки становлять сільське господарство, рибальство, виробництво одягу та харчова промисловість.

## Населення
У 2009 році населення провінції становило 856 518 осіб (перепис), з них 425 785 (49,71 %) чоловіки і 430 733 (50,29 %) жінки, 632 559 (73,85 %) сільські жителі і 223 959 (26,15 %) жителі міст.
Національний склад населення (за даними перепису 2009 року): в'єтнамці 765 572 особи (89,38 %), кхмери 70 667 осіб (8,25 %), хоа 20 082 особи (2,34 %), інші 197 осіб (0,02 %).